# Топчине
То́пчине — село в Україні, в Магдалинівській селищній громаді Самарівського району Дніпропетровської області. Населення за переписом 2001 становить 960 осіб.
Село постраждало внаслідок геноциду українського народу, проведеного урядом СССР 1932—1933 та 1946—1947.

## Географія
Село Топчино знаходиться у степовій зоні Придніпровської низовини на півночі Дніпропетровської області, біля витоків річки Прядівка. Нижче за течією примикає село Прядівка Дніпровського району. На річці зроблено кілька загат. Через село проходить автомобільна дорога Т 0413.
Топчине розташоване на відстані 50 кілометрів від обласного центру.

## Історія

### Заснування села
Топчине засноване у другій половині 18 століття. Першими на його території оселилися переселенці з південних полків Гетьманщини, зокрема Полтавського, почали освоювати землі Дикого поля, ставили хати мазанки. Саме в цей період почалося закріпачення селян. Після 1770 року безкраї степи разом з переселенцями були подаровані і стали власністю майорші Параски Григорівни Магденко — дочки другої дружини полтавського поміщика Магденка. Відтоді селяни навколишніх хуторів стали кріпаками, нинішній районний центр отримав назву Магдалинівка, а хутори на місці нинішнього села — Топчине, за прізвищем сім'ї переселенця Топки.
Лише через 3 роки після опублікування царського маніфесту 1861 року селяни отримали можливість викупити землю (по дві десятини замість чотирьох) по надмірно високій ціні — 47 карбованців за десятину замість 18.
На рубежі ХІХ — ХХ століть тут знаходилися землі пана Волкова. Найману працю використовували також заможні селяни: Черненко Василь, Стеценко Микита, Колісник Олексій, Підварченко Василь, Краснов Олексій, Женило Мусій. У центрі села, поруч з церквою та корчмою, що належала Краснову Олексію, був невеликий будиночок. Одна кімната, заставлена довгими чорними партами, голі стіни, темний коридор. Це школа. Не всі діти мали можливість учитися.
Над усім селом височіла церква, священиком був Стефановський Олександр (мав 40 десятин землі та найманих робітників).
1886 року тут мешкало 826 осіб у 152 подвір'ях. Мало статус села і входило до Гупалівської волості Новомосковського повіту.

### ХХ століття
Жителі села брали участь у Першій світовій війні.
Хвиля революції 1917 року докотилась і до нашого краю. Не хотіли люди миритися зі своїм тяжким становищем. Особливо молодь. Юнаки часто збиралися разом, розповідали один одному чутки про події в місті, готувалися й самі взяти участь у боротьбі за щастя, за волю, за кращу долю. Це Манойло Василь, Манойло Данило, Дворецький Андрій, Соколянський Іван, Шляховий Лука, Манойло Федосій. У грудні 1917 року в село приїхали робітники. Проводились мітинги, були обрані комісії. Для обліку і вилучення поміщицької землі створили земельну комісію і передали на збереження майно пана Волкова старшому робітникові І. Ф. Рогозі. Землі куркулів також взято на облік (вирішено залишити по 16 десятин). У перший комітет селянських депутатів був обраний Манойло Федосій Григорович. Селяни отримували земельні наділи з частки, яку було забрано в пана Волкова. А в квітні 1918 року на територію Магдалинівщини увійшов загін німецьких окупантів, групи австрійців робили бандитські напади на жителів с. Топчине, а за ними налітав і каральний загін, на чолі якого стояв колишній офіцер-чорносотенець Чернов А. І.. Після революції в Німеччині (коли остання відкликала свої війська) на околицях села з'являлися банди махновців, григор'євців, черновців. На Топчинських хуторах діяла і банда Зінченка. Побували тут кадети і бандити отамана Марусі. У липні 1918 року село захопили денікінці. Вони повернули старі порядки, забрали в селян землю. Знову завмерло село. Але за настороженою тишею почувався неспокій, непокора людська. Незабаром пройшли через село частини Червоної армії, просуваючись з Полтави до Дніпра. Не стало пана Волкова, розстріляли багатія Черненка Василя. Селяни отримали земельні наділи.
27 грудня 1919 року в Магдалинівський волості було встановлено Радянську владу.
Всіма справами в селі керувала партійна організація, створена Дворецьким Андрієм Борисовичем. У 1925 році Бережний Макар Данилович вступив до лав ВЛКСМ (приймали в м. Новомосковську) і створив у селі комсомольську організацію. У 1926 році був організований перший піонерський загін (Бережним М. Д., Тарасенком Л. М., Вовком М. С., Вовком О. О.). Налічував цей загін 10 піонерів. У цьому ж році, виступаючи на зльоті в Жданівській волості, загін одержав першу премію (бібліотечку) за виконання віршів, за першу піонерську форму. Під керівництвом учителя Попова піонери насаджували сад біля школи, збирали на полях колоски, ходили на тік віяти зерно. Активними піонерами були брати Шаповали Іван та Володимир.
У період 1927-28 рр. були створені товариства спільного обробітку землі, так зване «машинове» господарство, організатори якого разом купляли сільськогосподарський реманент. Навесні в селі з'явився перший трактор, керував яким комсомолець Горбонос С. Н.
У селі раніше була побудована красива церква, яку згодом перероблено під клуб, а в період окупації там знову відновили церкву. У вересні 1941 року в Топчино вступили нацистські загарбники. Знову неволя, знову з ранку до пізньої ночі працювали, знову для дітей тільки 4 класи. Період окупації чорною сторінкою ввійшов в історію села. Так, 4 березня 1943 року нацисти розстріляли комсомольця Івана Сидоровича Ковіку.
Садиба колгоспниці Токар М. Ю. була явочною квартирою партизанського загону. Ризикуючи своїм життям, вона переховувала чотирьох поранених червоноармійців (М. Ю. Токар нагороджена медаллю «За відвагу»). Багато молоді нацисти забрали в неволю, в Німеччину на каторжні роботи. Дехто так і не повернувся.
У вересні 1943 року в село вступили війська Радянської Армії. Пішли воювати з ворогом 501 чол., з них 356 чоловіків, синів, братів не повернулися до рідних домівок в Топчине.

### Післявоєнний період

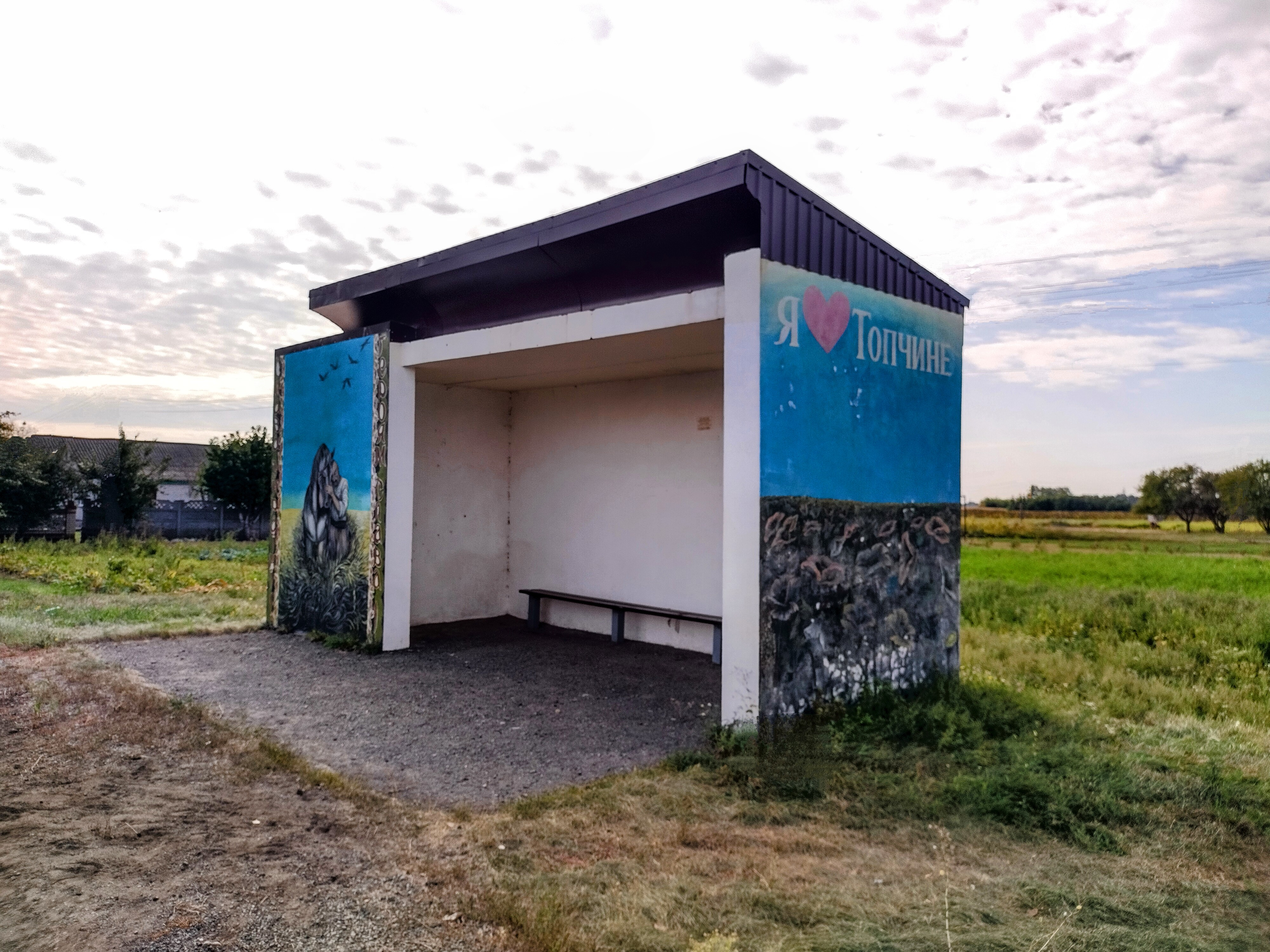
Автобусна зупинка

1946 сталіністи знову вдалися до Голодомору, тримаючи все чоловіче населення далеко від села, у своїй армії. Церкву знову перетворили на клуб, поглумившись із почуттів віруючих людей.
У післявоєнний період на території села було три колгоспи: «П'ятирічка», «Іскра» та «Боротьба», які поступово об'єдналися в один: ім. Хрущова (1955 рік). А з приєднанням Тарасівського колгоспу «ім. Петровського» та колгоспу «Червоний хлібороб» (колишньої Солодовницької) було створено колгосп «ім. Свердлова», який мав 8004 га землі в тому числі орної 7227 га.
У різний час в названих колгоспах головами працювали: Будило А. І., Горбонос А. С., Кабашний Г. І., Бережний М. Д., Шляховий Л. М., Машталір Д. Д., Пшінько М. П., Заїка Є. Т., Поляков А. С., Кащенко Є. І., Анащенко А. Д., Лавріненко М. А.
У повоєнний період колгоспи стали економічно зростати. Так, в колгоспі «Боротьба» була своя цегельня, у ній виробляли випалену цеглу, з якої був побудований корівник та інші госп. будівлі. Це при головуванні Машталіра Данила Дементійовича збудовано ставок на межі з Прядивкою. Всі земельні роботи виконувались вручну та за допомогою кінних волокуш. І вже 1948 року ставок наповнився водою. Другий ставок, в Топчино, побудували в 1955 році, але вже з допомогою скреперів, бульдозерів. У 1955 році дала струм своя колгоспна електростанція. Культурніше стали жити люди, в клубі показують кіно, є хороша бібліотека, у кожній оселі мають радіо, газети.
Зарплату платили мізерну. Гарантованої оплати в той час не було. За роботу нараховували трудодні, а на них видавали зерно.
Вирощували різні сільгоспкультури. Обробіток просапних у 1950-х роках проводився вручну. У той час було багато працюючих, з них створювалися ланки по 20-25 чол. в кожній. На території однієї бригади було 2-3 ланки, які змагалися між собою. У бригаді № 1 незмінна ланкова — депутат сільської ради Сухомлин Олена. Передовими доярками в 50-ті роки були Самарська Ліда, Пісоцька Поліна. В інших бригадах добивалися хороших результатів тваринники: Русин Надія, Топка Олександра, Демченко Марія, Камуз В. К., Омельченко О. Г. Почало розвиватися свинарство, у 80-х роках поголів'я свиней зросло до 5000, у роботі відзначилися Твердохліб Ольга, Подільошкіна Параска, Ткачова Параска. Довгий час ферму очолював Майний П. В.
1960 колгосп перейшов на гарантовану грошову оплату. Головою колгоспу у 1964 році був Пшінько М. П.
Зростав парк тракторів, сільгоспмашин. Кожна бригада, а їх було в колгоспі 4, мала в середньому 20 тракторів, і всі вони повністю забезпечені сільськогосподарським інвентарем. Очолювали в різний час ці бригади знаючі механізатори: Горбонос Т. П., Горбонос Г. П., Коблик І. К., Пісоцький В. С., Стряпан А. І., Велегура Ш. С. У рільничих бригадах керівниками були: Топка Г. А., Дерець А. Ф., Солодкий І. Ф., Душка Володимир, Гречка Л. К. Найкращі механізатори — це Ляпара О. М., Піцула Я. В., Геда І., Дроб'язко Г, Рекунович М. О., Колісник І. Г.
Ріс парк автомашин, яких налічувалося більше 40 одиниць. Завідували гаражем у різний час Хорольський Ф. О., Торяник О. О., Тарасенко А. Ф. Швидкими темпами розвивалось вівчарство. А почалось воно з невеликої ферми (ст. чабан Кондратенко І. І.). З приходом на посаду голови Кащенка Є. І. (1978 рік) стали купувати елітне поголів'я овець, реконструкцію старих і збудували нове приміщення нового вівцекомплексу. Вже 1984 року поголів'я сягало 12000. У той же час на базі нашого комплексу було проведено республіканський семінар з вівчарства. Найкращими чабанами були Рекунович І., Чута М., Халявка Г. С., Галушка В.
У 1974 році почалось будівництво доріг з твердим покриттям.
В цей же час вагомо виросли економічні показники. Проводилась реконструкція ферм, будівництво доріг у межах села, виросла заробітна плата колгоспників.
У 1986 році на посаду голови колгоспу було обрано Анащенка А. Д. У цьому ж році розпочалася газифікація села, і блакитний вогник запалав в оселях колгоспників.

### Незалежна Україна
До 1991 року колгосп мав стабільну економіку. В 1993 році колгосп був реорганізований в КДСП «Хлібороб».
З 1991 року почався спад виробництва, з кожним роком зменшувалося поголів'я в тваринництві, зросли ціни на паливо.
У 2000 році селяни отримали земельні паї (7,5 га) у приватну власність.
До 2019 року було центром Топчинської сільської ради.

## Сьогодення
У селі є школа, дитячий садок, ФАП, будинок культури, бібліотека. Працюють декілька дрібних сільськогосподарських підприємств.

## Населення

### Мова
Розподіл населення за рідною мовою за даними перепису 2001 року:
| Мова       | Кількість | Відсоток |
| ---------- | --------- | -------- |
| українська | 928       | 96.67%   |
| російська  | 28        | 2.92%    |
| румунська  | 3         | 0.31%    |
| німецька   | 1         | 0.10%    |
| Усього     | 960       | 100%     |

## Пам'ятки
Поблизу села знаходиться ентомологічний заказник місцевого значення Топчинський.